# Cosmopolitan
Cosmopolitan este o revistă americană adresată femeilor tinere care este cea mai bine vândută revistă pentru această audiență.
Revista a fost înființată în anul 1886.
Revista este deținută de trustul de presă Hearst Corporation, are 58 de ediții internaționale și este tipărită în 36 de limbi din mai mult de 100 de țări.
Revista a avut în anul 2007 un tiraj de 2.909.332 exemplare.

## Cosmopolitan în România
Revista a apărut în România în septembrie 1999, fiind editată de grupul Sanoma-Hearst România.
În trimestrul 3 din anul 2009, revista avea vânzări de circa 31.546 de exemplare pe ediție.